# McDonald's Burnie International 2010
Il McDonald's Burnie International 2010 è stato un torneo professionistico di tennis maschile giocato sul cemento, che faceva parte dell'ATP Challenger Tour 2010 e dell'ITF Women's Circuit 2010. Si è giocato a Burnie in Australia dall'1 al 7 febbraio 2010.

## Partecipanti ATP

### Teste di serie
| Nazionalità | Giocatore         | Ranking* | Testa di serie |
| ----------- | ----------------- | -------- | -------------- |
| Slovenia    | Grega Žemlja      | 169      | 1              |
| Francia     | Guillaume Rufin   | 173      | 2              |
| Australia   | Marinko Matosevic | 180      | 3              |
| Australia   | Brydan Klein      | 204      | 4              |
| Giappone    | Tatsuma Itō       | 210      | 5              |
| Australia   | Nick Lindahl      | 235      | 6              |
| Australia   | Greg Jones        | 250      | 7              |
| Australia   | Matthew Ebden     | 251      | 8              |

- Ranking al 18 gennaio 2010.

### Altri partecipanti
Giocatori che hanno ricevuto una wild card:
- Dayne Kelly
- James Lemke
- Matt Reid
- Luke Saville

Giocatori passati dalle qualificazioni:
- Joshua Crowe
- Nima Roshan
- Bernard Tomić
- Kittipong Wachiramanowong

## Campioni

### Singolare maschile
Bernard Tomić ha battuto in finale  Greg Jones con il punteggio di 6–4, 6–2

### Doppio maschile
Matthew Ebden /  Samuel Groth hanno battuto in finale  James Lemke /  Dane Propoggia, 6(8)–7, 7–6(4), [10–8]

### Singolare femminile
Arina Rodionova ha battuto in finale  Jarmila Groth con il punteggio di 6–1 6–0

### Doppio femminile
Jessica Moore /  Arina Rodionova hanno battuto in finale  Tímea Babos /  Anna Arina Marenko con il punteggio di 6–2 6–4